# Círculo y Cuadrado
Círculo y Cuadrado, fundado en 1929 en la ciudad París, fue un movimiento de artistas que sólo duró un año. Organizaron una exposición homónima en abril de 1930 en la Galerie 23 de París. Sus fundadores fueron el pintor uruguayo Joaquín Torres García y el dibujante, poeta y crítico de arte Michel Seuphor. Aunque la idea de formar un grupo de arte abstracto fue primer elaborada por Torres García y Theo van Doesburg durante 1928. Publicaron tres números de la revista Círculo y cuadrado. El movimiento buscaba agrupar a los artistas abstractos y constructivistas.
Círculo y Cuadrado impulsó el desarrollo y los trabajos en el ámbito del arte abstracto, en particular su tendencia mística. Durante su corta existencia, el grupo publicó tres labores de una revista artística homonyme, que incluía fotografías, poemas y manifiestos de los diversos integrantes.

## Miembros
Entre los miembros y participantes de la exposición de 1930 se pueden citar:
| - Wassily Kandinsky (1866-1944) - Piet Mondrian (1872-1944) - Joaquín Torres García (1874-1949) - Julio González (1876-1942) - Férnand Léger (1881-1955) - Walter Gropius (1883-1969) - Luigi Russolo (1885-1947) - Antoine Pevsner (1886-1962) - Georges Vantongerloo (1886-1965) - Hans Arp (1886-1966) | - Kurt Schwitters (1887-1948) - Le Corbusier (1887-1965) - Willi Baumeister (1889-1955) - Sophie Taeuber-Arp (1889-1943) - Enrico Prampolini (1894-1956) - Pierre Daura (1896-1976) - Jean Gorin (1899-1981) - Alberto Sartoris (1901-1998) - Michel Seuphor (1901-1999) - Huib Hoste (1881-1957) - Florence Henri (1893-1982) |